# Chenar
Chenar (em persa: چنار, também romanizada como Chenār) é uma aldeia do distrito rural de Bidak, no condado de Abadeh, na província de Fars, Irã.
Segundo o censo de 2006, sua população era de 205, em 72 famílias.